# ジョニー・セラーズ
ジョン・セラーズ（John Sellers、1937年7月31日 - 2010年7月2日）は、アメリカ合衆国出身の競馬の騎手。生涯で2787勝の勝ち鞍を挙げ、キャリーバックで制したケンタッキーダービーなど大競走でも活躍した。2007年にアメリカ競馬殿堂入りを果たしている。

## 経歴
カリフォルニア州ロサンゼルス出身で、その後オクラホマ州に移って少年時代を過ごし、そこでクォーターホースに乗って騎乗を覚えるようになった。その後の1953年よりハリー・トロツェク調教師に師事して騎手となり、1955年にフロリダ州のサンシャインパーク競馬場でサラブレッド競馬の騎手としてデビューした。
初めてケンタッキーダービーで騎手を務めたのは1959年（16着）で、それから2年後の1961年にキャリーバックで同競走を制覇、さらに同年のプリークネスステークスも制している。同じく1961年は騎手として8連勝を挙げるなど大いに活躍しており、最終的には326勝で同年の最多勝利騎手として選出された。さらに同年8月28日はスポーツ・イラストレイテッドの表紙を飾っている。
その他大競走でも活躍を繰り広げ、1958年にはカナディアンインターナショナルステークス、1965年にはベルモントステークスを制している。後年はカリフォルニア州に拠点を移し、同地でサンフアンカピストラーノハンデキャップなどに優勝、1969年にはジョージ・ウルフ記念賞を受賞した。
1997年に騎手を引退し、以後はフロリダ州ハランデールビーチのガルフストリームパーク競馬場のすぐ近くに移り住んで、そこで繁殖馬の売買エージェントとなっている。後の2007年に騎手としての成績が評価されて、アメリカ競馬名誉の殿堂博物館より殿堂入りの選定を受けた。
2010年7月2日、セラーズはアーカンソー州ファイエットビルの老人ホームで死亡、72歳であった。遺骸はオクラホマ州クレアモアの墓地に埋葬されている。

## エピソード
- セラーズには2人の息子がおり、ともに騎手となっていた。
- 1978年、セラーズは知人にケンタッキーダービー優勝時のトロフィーを盗まれている。長らく行方不明であったが、その後の1999年になって、そのトロフィーがeBayでオークションに掛けられるという形で発見された。